# TorqueFlite

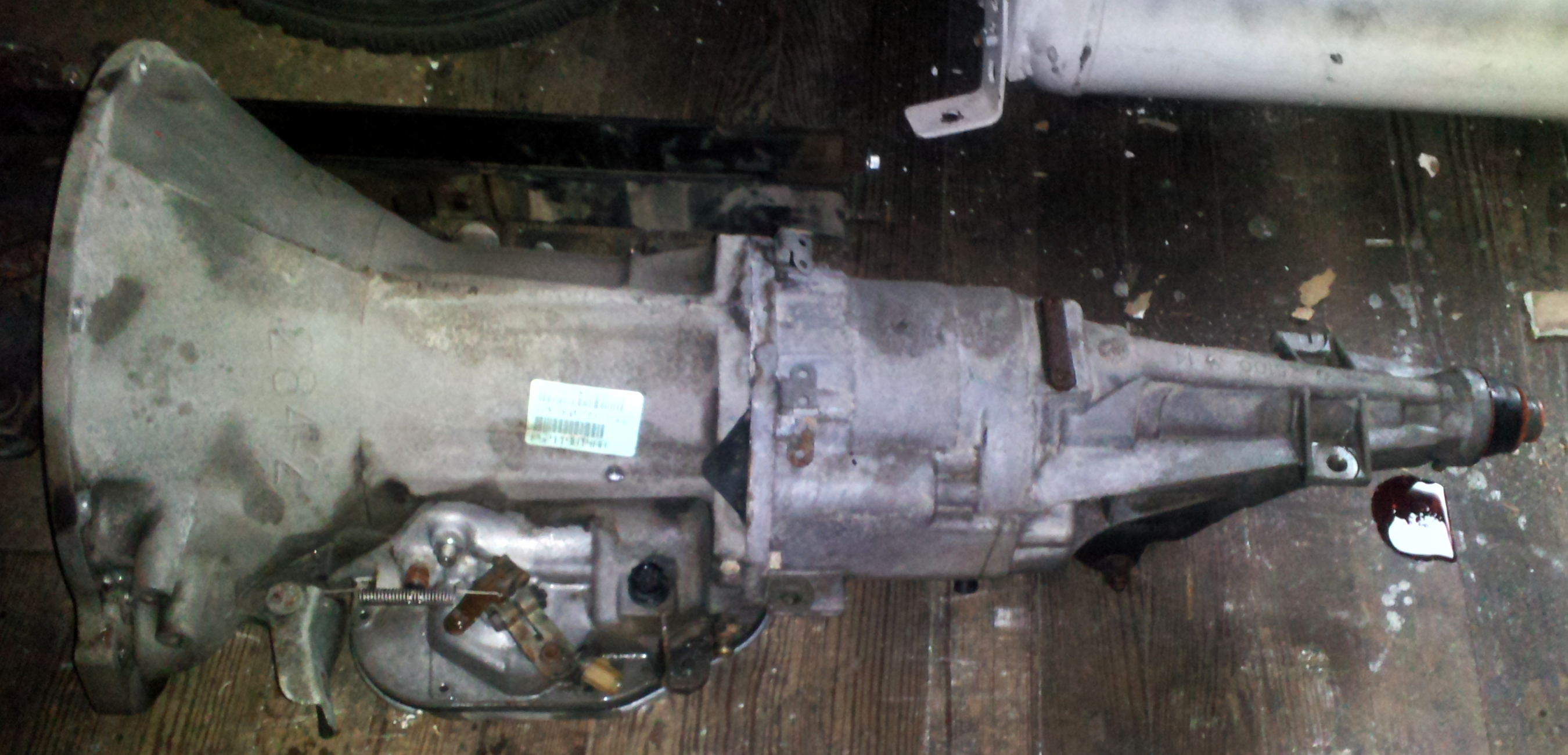
Une boîte Torqueflite 42RE.

La TorqueFlite est une boîte de vitesses automatique produite par le constructeur automobile américain Chrysler. Elle voit le jour en 1956, puis dans les années 1990, le nom est abandonné au profit de désignations alphanumériques. Durant sa longue carrière, elle prend parfois le nom de Torque-Command ou de LoadFlite.

## Histoire

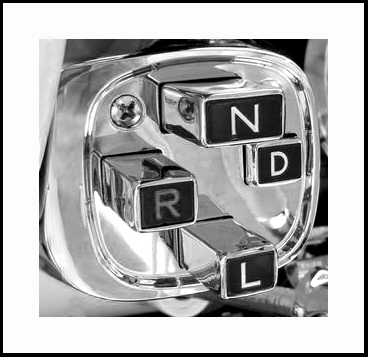
La transmission « PowerFlite » à bouton-poussoir sur le tableau de bord, introduite pour les modèles de 1956.

La TorqueFlite est développée pour remplacer la PowerFlite, une boîte automatique à deux vitesses conçue et produite par Chrysler de 1954 à 1961. La production de la PowerFlite débute en 1954, mais elle devient vite obsolète.
Les premières boîtes TorqueFlites disposent de trois vitesses avant et d'une vitesse arrière. La transmission est contrôlée par une série de boutons-poussoirs situés sur le tableau de bord du véhicule, dont la disposition varie selon le modèle. Les boutons sont remplacés par un levier de changement de vitesse conventionnel montés sur la colonne de direction ou au sol dans tous les véhicules automatiques construits par Chrysler pour l'année modèle 1965, bien que des leviers au sol soient disponibles dans certains modèles sportifs de 1964.
Dans les années 1990, toutes les boîtes sont renommées, mais la conception originale de TorqueFlite reste la base de nombreuses transmissions conçues par Chrysler jusqu'en 2007. En 2012, Chrysler annonce que plus d'un million de véhicules dans le monde sont équipés de la TorqueFlite 8 rapports. Selon la marque, la création de cette boîte de vitesses aurait économisé près de 2,6 milliards de litres, soit une économie de 2,5 milliards de dollars.

## Caractéristiques
La Torqueflite utilise des convertisseurs de couple, des engrenages Simpson et un train épicycloïdal avec un engrenage solaire. 

### Nomenclature
Les transmissions TorqueFlite fabriquées jusqu'en 1991 sont désignées par des nomenclatures techniques arbitraires composées de la lettre « A » suivie de trois chiffres. Celles produites à partir de 1992 ont des désignations à quatre caractères dans lesquelles les quatre premiers indiquent, respectivement, le nombre de vitesses de marche avant (3 ou 4), la capacité de couple (de 0 à 9), le type d'entraînement ou l'orientation de la boîte-pont (R, T, ou A) et le système de commande (H ou E).

## Versions

### A466
Le TorqueFlite d'origine est désigné A466, avec un boîtier en fonte.

### A727 (36RH/37RH)
L'A466 est remplacée en 1962 par l'A727 (rebaptisé plus tard 36RH et 37RH), avec un boîtier en aluminium monobloc pour réduire le poids d'environ 27 kg. 

#### A518 (46RH/46RE)
L'A518, rebaptisé plus tard 46RH (pression du régulateur à commande hydraulique) et 46RE (pression du régulateur à commande électronique), est un dérivé de l'A727. À partir de 1990, elle est utilisée sur certains camions et fourgonnettes.

#### A618 (47RH/47RE/48RE)
L'A618, rebaptisé plus tard 47RE (pression du régulateur à commande électronique) est une version plus lourde de l'A518, également connue sous le nom de 46RE (qui a également une pression du régulateur à commande électronique, par rapport à la version antérieure RH, qui était à commande hydraulique). Elle est équipée sur des camions et des camionnettes à partir du milieu des années 1990.